# Entierro del General Sánchez Bregua
Entierro del General Sánchez Bregua és considerada una de les primeres pel·lícules cinematogràfiques rodades a Galícia. La cinta no es conserva.

## Història
José Sellier va rodar el maig de 1897 les seves primeres pel·lícules: Fábrica de gas, Orzán, oleaje i Plaza de Mina, però la primera pel·lícula a la qual es pot donar una data exacta va ser Entierro del General Sánchez Bregua. Fou rodada el 20 de juny de 1897 amb motiu de la conducció per la ciutat de la Corunya del cadàver de José Sánchez Bregua, natural d'Oleiros i que va ser Capità General de Galícia i Ministre de Guerra al govern d'Castelar. Va ser el primer rodatge a Espanya d'una pel·lícula Lumière no rodada per l'empresa Lumière. La cinta, que durava 1 minut i era gravada a 16 imatges per segon, estava rodada en pla únic i frontal.
La pel·lícula es va projectar públicament el diumenge 17 d'octubre del mateix any.